# C'est le chapeau qui fait l'homme
C'est le chapeau qui fait l'Homme est un collage sur papier réalisé en 1920 par l'artiste dadaïste / surréaliste allemand Max Ernst. Il est composé d'images découpées de chapeaux de catalogues reliés par des contours à la gouache et au crayon pour créer des figures anthropomorphes abstraites. Il est conservé au Museum of Modern Art de New York. 

## Analyse
Ernst était une figure majeure du mouvement dada, qui embrassait l’irrationalité et critiquait la conformité culturelle en réaction contre le capitalisme bourgeois et le nationalisme qui, selon les dadaïstes, avaient conduit à la Première Guerre mondiale. Ernst a sournoisement commenté les normes de genre dans cette œuvre, qui comprend une inscription absurde en allemand et en français qui se lit comme suit : « homme empilé couvert de graines, sans pépins, système nerveux bien adapté, nerfs bien tendus aussi ! » (c'est le chapeau qui fait l'homme, le style, c'est le tailleur) ». L’artiste a souvent utilisé des jeux de mots linguistiques et visuels. Ernst critiquait fréquemment les goûts de la culture dominante et décrivait l'homme moderne comme un automate conformiste. Ici, le chapeau symbolise l’accessoire de l’homme bourgeois. 
L'idée de l'œuvre a débuté comme une sculpture réalisée à partir de moules à chapeaux en bois.

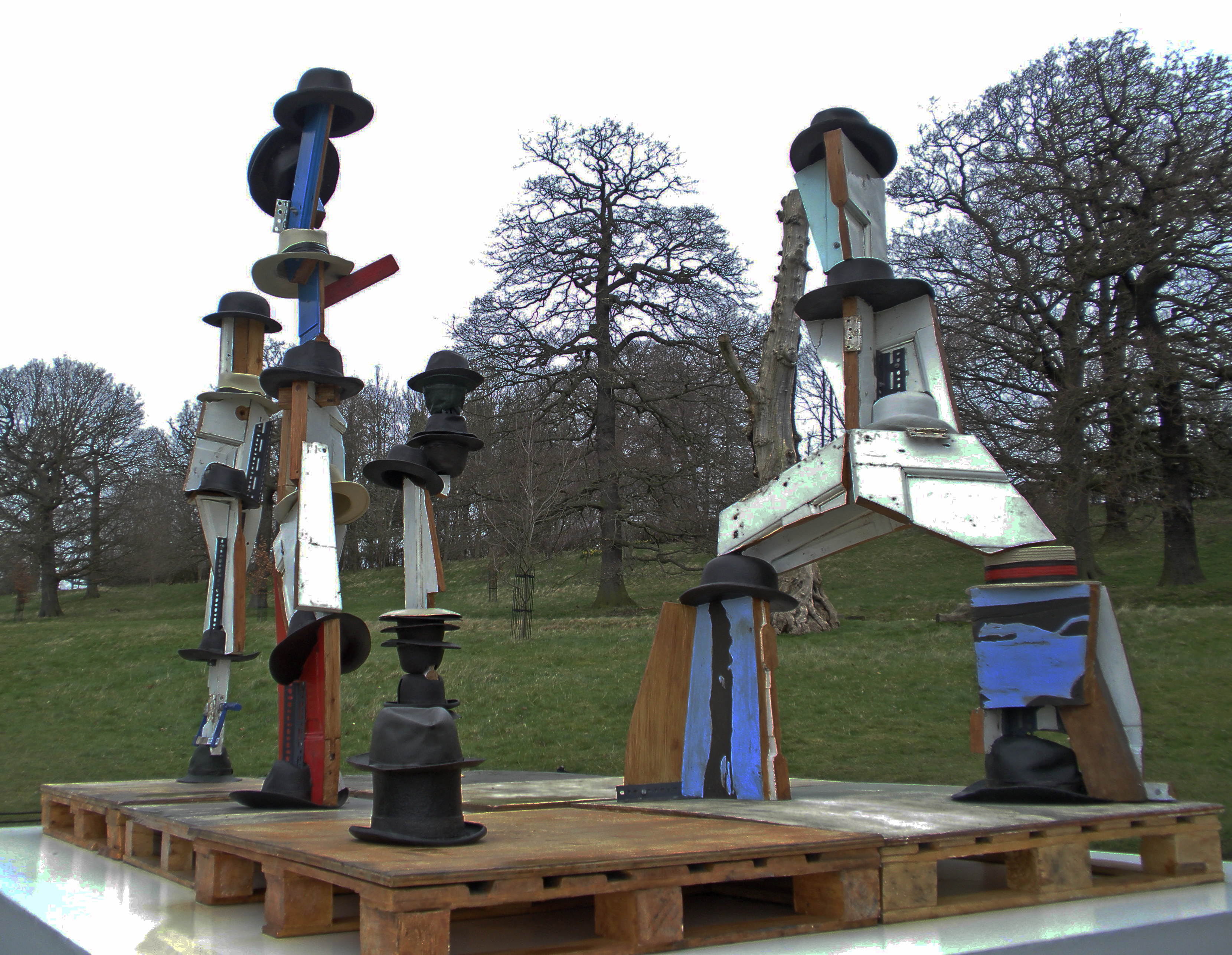
Sculpture d'après l'œuvre de Ernst.